# Manuel Goularde
Manuel Gourlade (25 de outubro de 1872 – de 1 de janeiro de 1944) foi o primeiro treinador do S. L. Benfica e uma das forças motrizes que levou à criação do clube que mais tarde, junto com o Grupo Sport Benfica se tornaria no Sport Lisboa e Benfica.
Pouco se sabe sobre ele. Ele nasceu em Lisboa, veio de uma família com dinheiro, estudou no Colégio Nobre de Carvalho e trabalhou como empregado na Fármacia Franco (uma farmácia comunitária), onde realizou-se uma reunião para a assinatura da ata de fundação do Grupo Sport Lisboa. Ele foi escolhido para fazer a gestão de tesouraria do Conselho de Administração. Foi ainda escolhido mais tarde para orientar a equipa.
Ele ajudou o clube com o seu próprio dinheiro: comprou a bola do Benfica ao Lisboa Clube de Críquete por 150 Reis, a tradução de inglês para português, das Leis do jogo por 2500 Reis, além de mandar vir de Londres, um apito para os jogos da equipa, para além de outras 3 bolas.
Ele treinou o clube por 2 temporadas, com um total de 16 jogos, resultantes de 8 vitórias e 8 derrotas. Mais tarde, Cosme Damião substituiu-o como treinador.
Ele permaneceu próximo ao clube, mas devido a todos os gastos que fez com o Benfica, acabou por morreu empobrecido em Campolide.